# Stanisław Zieliński (podporucznik)
Stanisław Władysław Zieliński (ur. 1 kwietnia 1900 w Worobijówce, zm. 16 czerwca 1926 w Myszkowicach) – żołnierz armii austriackiej, oficer Wojska Polskiego w II Rzeczypospolitej, kawaler Orderu Virtuti Militari.

## Życiorys
Urodził się w rodzinie Mieczysława i Marii z Boguszów. Absolwent gimnazjum we Lwowie. W lutym 1918 wcielony do armii austriackiej i w jej szeregach walczył na frontach I wojny światowej.
W listopadzie tego roku wstąpił do odrodzonego Wojska Polskiego i otrzymał przydział do 1 pułku artylerii polowej Legionów. W jego składzie walczył w wojnie polsko-ukraińskiej i polsko-bolszewickiej. W grudniu 1919 mianowany podporucznikiem. W walkach o Równe, atakowany przez bolszewicką kawalerię, kierował 6 baterią osobiście obsługując także jedno działo. Podczas walk o Białystok, „na skrzyżowaniu ulic kierował ogniem działa, blokując drogę odwrotu licznemu oddziałowi nieprzyjaciela, co pozwoliło przygotować skuteczny atak wojskom polskim”. Za bohaterstwo w walce odznaczony został Krzyżem Srebrnym Orderu Virtuti Militari. Po zakończeniu wojny zdemobilizowany. 8 stycznia 1924 został zatwierdzony w stopniu podporucznika ze starszeństwem z dniem 1 czerwca 1919 i 384. lokatą w korpusie oficerów rezerwy artylerii. Posiadał przydział w rezerwie do 1 pułku artylerii polowej Legionów w Wilnie.
Zmarł w Myszkowicach i tam został pochowany. 

## Ordery i odznaczenia
- Krzyż Srebrny Orderu Virtuti Militari (nr 385)